# LiVES
A LiVES (LiVES is a Video Editing System) — egy szabad szoftver, amit videoszerkesztésre és VJ eszközként hoztak létre. GNU General Public License alatt terjesztik. Linux operációs rendszereken működik (Ubuntu, Gentoo, Debian, Fedora, Suse, Slackware, Arch Linux, Mandriva), és létezik más platformokon is (Solaris, IRIX).